# Кониц (община)
Община Кониц (босн. и хорв. Opština Konjic, серб. Општина Коњиц) — боснийская община, расположенная в южной части Федерации Боснии и Герцеговины (через территорию общины протекают реки Неретва и Трешаница). Административным центром является город Кониц.

## Население
По данным переписи 1991 года, в общине Кониц проживали 43878 человек в 151 населённом пункте.